# ガーイロ
ガーイロ（イタリア語: Gairo）は、イタリア共和国サルデーニャ自治州ヌーオロ県にある、人口約1,400人の基礎自治体（コムーネ）。

## 地理

### 位置・広がり

#### 隣接コムーネ
隣接するコムーネは以下の通り。
- アルツァナ
- カルデードゥ
- イェルツ
- ラヌゼーイ
- オシーニ
- セウーイ
- テルテニーア
- ウラッサイ
- ウッサッサイ